# Chiesa di Ognissanti (Firenze)
La chiesa di San Salvatore in Ognissanti (in breve di Ognissanti) è un edificio di culto cattolico di Firenze, situato nell'omonima piazza.
Tradizionalmente di patronato della famiglia Vespucci, vi sono sepolti qui i suoi membri più illustri.

## Storia

### Le origini: gli Umiliati

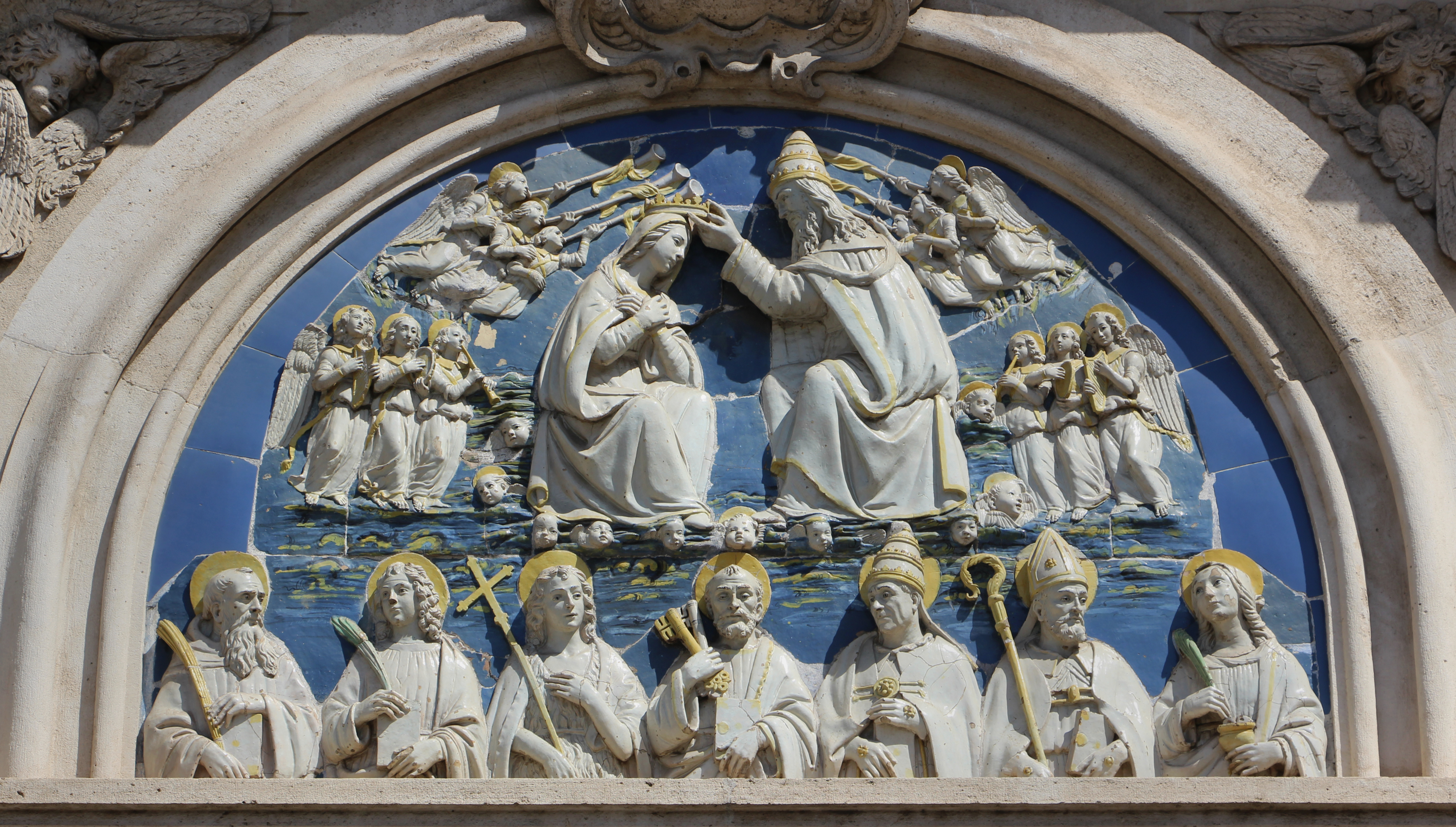
Benedetto Buglioni, Incoronazione della Vergine e santi, 1510, sulla facciata

La chiesa, iniziata nel 1251 faceva parte del complesso conventuale degli Umiliati, un ordine giunto a Firenze da Alessandria nel 1239.
Anche se la loro regola era stata approvata da papa Onorio III, l'ordine si era costituito nell'ambito dei movimenti pauperistici ai limiti dell'eresia. Gli Umiliati si affermarono come congregazione laica maschile e femminile, dedita alla perfezione evangelica e alla povertà, ma specialmente al lavoro che era parte integrante della vita dei religiosi, impegnati soprattutto nella lavorazione della lana e del vetro.
A Firenze gli Umiliati si stabilirono prima fuori città, presso San Donato in Polverosa, quindi presso la chiesetta di Santa Lucia (1251), estendendo gradualmente le loro proprietà fino a comprendere un oratorio sul borgo (cioè su una strada fuori della vecchia cinta muraria), dove fecero costruire la loro chiesa ad honorem Sanctorum Omnium e il convento; il complesso venne portato a termine dal 1278 al 1294.
La zona era particolarmente adatta alla lavorazione della lana, perché all'altezza della porta alla Carraia, dove il Mugnone sfociava nell'Arno, c'era un'isoletta che formava un canale utile per ricavare l'energia idraulica per mulini e gualchiere. Per favorire tale sfruttamento, gli Umiliati costruirono la pescaia di Santa Rosa, insieme a un ricco sistema di canali. Il loro convento era dunque un vero e proprio centro del lavoro organizzato e il paesaggio urbano circostante venne caratterizzato da edifici legati all'attività produttiva dei religiosi, assieme alle case per gli artigiani ed ai tiratoi dove si "tirava" la lana, cioè la si lavava dopo la tintura e la faceva asciugare. Per il loro prestigio, alla fine del Duecento gli Umiliati furono chiamati a ricoprire importanti cariche pubbliche. Intanto la chiesa si andava arricchendo di opere d'arte di straordinario pregio, grazie anche al mecenatismo delle famiglie del quartiere, che avevano raggiunto una solida posizione economica e sociale.
All'inizio del Trecento la chiesa era così ricca da intraprendere un prestigioso programma decorativo, che aveva il fulcro nell'attività di Giotto: intorno al 1310 veniva posta sull'altar maggiore la Maestà ora agli Uffizi, la Croce dipinta e, dal distrutto coro dei monaci, la Dormitio Virginis oggi a Berlino.
In quegli anni Ognissanti era anche un fervido centro dell'attività politica repubblicana: qui si radunarono i congiurati contro Giano della Bella, tra i quali c'era anche Dino Compagni.

### Il Quattrocento
Nel Quattrocento, lavorarono in Ognissanti Sandro Botticelli (che nella chiesa è sepolto) e Ghirlandaio.
In particolare il Ghirlandaio era stato assoldato dalla famiglia Vespucci, di cui faceva parte anche il famoso Amerigo, il navigatore che diede il suo nome all'America. Per loro affrescò una Pietà e una Madonna della Misericordia e anche l'Ultima Cena nel refettorio.

### Il Cinquecento: i Francescani
Durante il secolo successivo gli Umiliati cominciarono a diminuire di numero e di prestigio, anche per il cambiamento del panorama artigianale della città, orientato ora sulla lavorazione della seta piuttosto che della lana.
Nel 1571 l'ordine fu soppresso per i contrasti avuti in Lombardia con Carlo Borromeo e, per volere di Cosimo I, subentrarono nel loro cenobio fiorentino i Francescani Minori Osservanti. Questo ordine risiedeva nel convento presso la chiesa di San Salvatore al Monte, che avendo subito gravissimi danni in seguito all'assedio delle truppe imperiali del 1529-1530, avevano potuto apportare solo restauri contingenti e sollecitavano una nuova collocazione entro le mura cittadine.
I francescani portarono arredi ed opere d'arte in loro possesso e soprattutto una venerata reliquia di san Francesco D'Assisi, il saio che il santo avrebbe indossato nel 1224, quando ricevette alla Verna le stimmate (la reliquia da qualche anno è stata trasferita nel santuario della Verna).
Subito vennero iniziati dei lavori di ristrutturazione: vennero costruiti i due chiostri, e la chiesa fu riconsacrata nel 1582 e intitolata a San Salvatore ad Ognissanti, in onore della primitiva sede dell'ordine nella chiesa di Monte alle Croci.

### Sei e Settecento
Ai primi del Seicento fu decorato il chiostro. Nel 1627 la chiesa fu ristrutturata internamente su disegno dell'architetto Matteo Segaloni con l'aiuto esecutivo di Sebastiano Pettirossi, su incarico di Ferdinando II de' Medici, con rinnovamenti radicali che determinano l'aspetto odierno della chiesa. Furono creati nuovi altari, dipinti e sculture. Il coro dei frati venne distrutto e al suo posto fu realizzato l'altar maggiore in pietre dure, su disegno di Jacopo Ligozzi.
Nel 1634 si provvide alla pavimentazione in pietra dei due chiostri (restaurata nel 1772 e nel 1966 dopo l'alluvione).
Nel 1637 era stata portata a compimento, in pietra serena, la facciata su disegno di Matteo Nigetti nel sobrio stile barocco fiorentino (ricostruita nel 1872 in travertino e coronata dal grande stemma di Firenze), finanziata dai fratelli Antonio ed Alessandro dei Medici "Neofiti", una famiglia di ebrei convertiti che fu protetta dai Medici e che ne ebbe lo stemma identico per concessione.

### Epoca moderna
Dopo una prima soppressione nel 1810, il convento fu definitivamente soppresso nel 1866, e dal 1923 divenne sede della caserma dei carabinieri, che ancora si affaccia su via Borgo Ognissanti. I Frati minori si riappropriarono però in parte della loro antica sede nel 1885, mantenendo poi in vita la comunità.
Nel 2000 i Frati minori decisero di lasciare il convento; l'arcivescovo di Firenze Silvano Piovanelli affidò, allora, convento e parrocchia alla Famiglia monastica benedettina Fraternità di Gesù, che vi rimase fino al 2005. In quell'anno arrivarono i Frati francescani dell'Immacolata, che la gestirono fino al 2016.
Nell'autunno 2016 la chiesa è tornata alla gestione dei Frati minori.

## Descrizione

### Esterno
La facciata esterna è opera di Matteo Nigetti del 1637: in origine realizzata in pietra forte, ma poi completamente rifatta per la sua cattiva conservazione nel 1872 in travertino di Rapolano, materiale estraneo alla tradizione fiorentina. Con l'occasione furono fatte alcune modifiche, come la sostituzione della finestra sopra il portale centrale con una nicchia e l'inserimento dello stemma di Firenze (che aveva pagato la facciata) nell'attico, dove in origine stava lo stemma Medici robbiano ora sopra l'ingresso del chiostro. È composta da un doppio ordine tripartito di lesene, con nicchie e fantasiose cornici di finestre. Il portale è decorato da una lunetta più antica, un'Incoronazione della Vergine e santi di Benedetto Buglioni (1510 circa).
Il campanile, che si intravede levarsi dal fianco della chiesa, risale al XIII-XIV secolo. Ospita al suo interno tre campane fuse nel 1756, la maggiore delle quali pesa 620 kg. È inoltre presente una quarta campana, molto più piccola delle altre, risalente al 1690.

### Interno
L'interno, a navata unica (95x14 m) con un profondo transetto (su cui si parano varie cappelle), appare pressoché integro nelle stratificazioni della sua storia, unico tra le chiese maggiori di Firenze - assieme alla Santissima Annunziata - a non aver subito un drastico restauro "in stile" tra Otto e Novecento. È illuminato da finestre rettangolari, che si innestano sulle originali finestre ogivali, la cui forma originaria è oggi visibile solo dall'esterno. Le finestre attuali e il cornicione che raccorda tutto lo spazio interno, risalgono al 1627, e furono forse disegnati da Sebastiano Pettirossi, su commissione di Giovanni Battista de Ambra, di cui si vede lo stemma sul cornicione stesso. Tra le finestre si trovano medaglioni con mezze figure di Santi e sante francescani, opera di Anton Domenico Bamberini (1687), tra stucchi di un tale Attilio Casini, che realizzò anche l'orologio murale sulla parete destra.
La navata è coperta da capriate, nascoste da un controsoffitto, su cui è raffigurata la Gloria di san Francesco e di san Pasquale Baylon, di Giuseppe Romei (1769-1779), tra quadrature Giuseppe Benucci. La pavimentazione attuale risale a dopo l'alluvione del 1966, e andava a sostituire una del 1897, ultima tra quelle frutto di rifacimenti eseguiti circa una volta ogni secolo. In quest'ultimo restauro vennero rimosse quasi tutte le memorie sepolcrali, con l'esclusione di alcune particolarmente significative e del grande stemma mediceo, riferito però all'ebreo convertito Antonio de' Vitale, che ottenne da Ferdinando I de' Medici il privilegio di fregiarsi dello stemma della casa regnante dopo il suo battesimo, che fu all'origine anche di una grande ricchezza familiare, che rese possibile tra l'altro il finanziamento del rifacimento seicentesco della facciata.

#### Controfacciata
La controfacciata presenta l'Apparizione della Madonna col Bambino a san Francesco di Cosimo Ulivelli (1662), che sormonta lo stemma De Ambra, già menzionato. L'acquasantiera di destra, con pila in onice, è probabilmente frutto di una ricomposizione tarda, mentre quella di sinistra è di foggia cinquecentesca.
Sull'altare a destra dell'ingresso si trovava il reliquiario di san Rossore di Donatello, mentre oggi è decorato dalla Madonna bambina tra i santi Elisabetta e Giovacchino, tela di Vincenzo Dandini con gli stemmi Capponi e Bargellini. Su quello a sinistra, parzialmente demolito nel 1897, si trovano un'Annunciazione trecentesca, oggi nel refettorio.

#### Navata

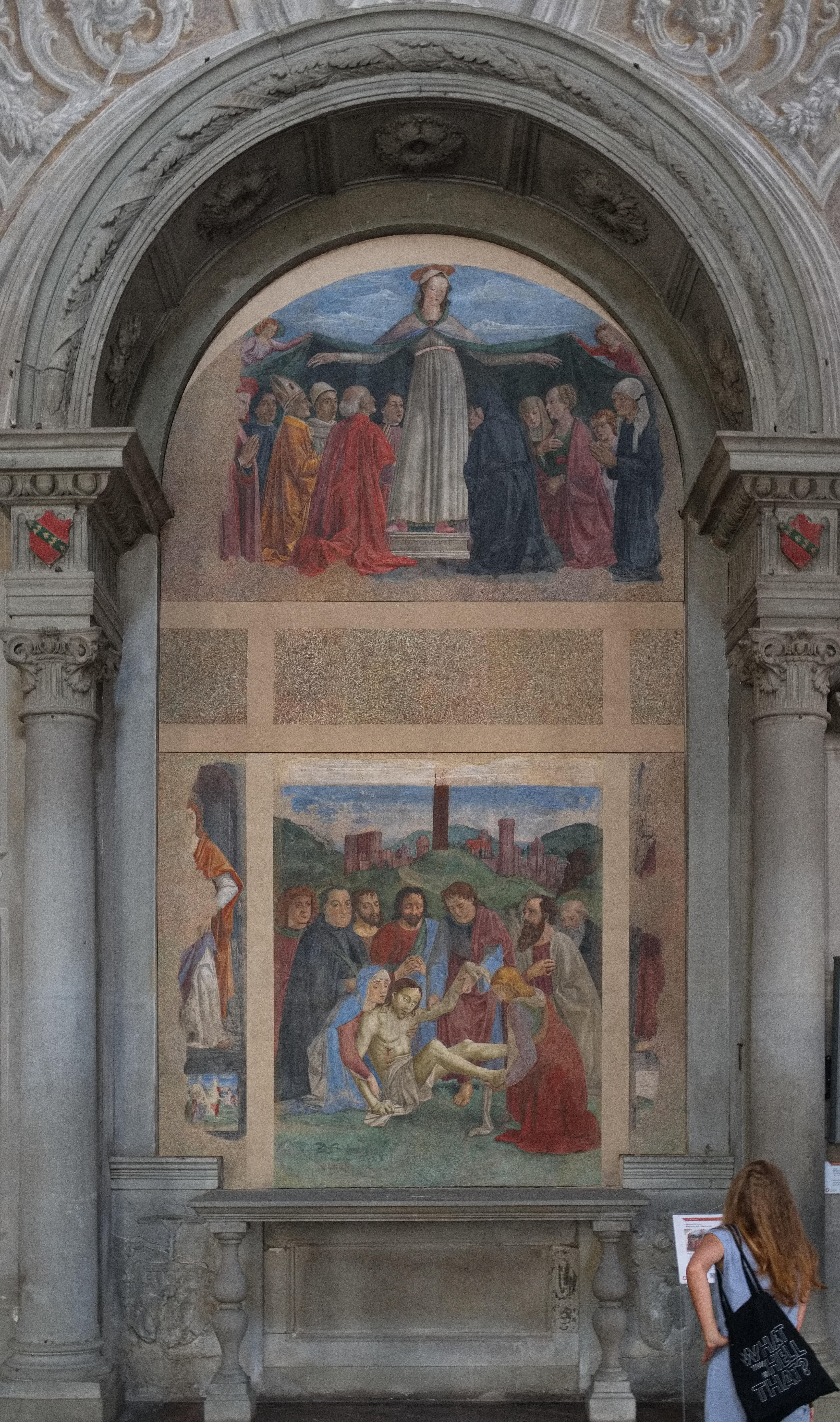
La cappella Vespucci, Madonna della Misericordia e Deposizione di Domenico Ghirlandaio, 1472 circa

Sui lati si aprono sei altari ciascuno, sotto edicole in pietra serena di gusto quattrocentesco (in parte frutto di restauri), composti da una copertura ad arco poco profonda, decorata da lacunari e retta da due colonne con capitelli corinzi.
Il primo a destra (Borgherini o dell'Ascensione), mostra l'Ascensione di Ludovico Buti (1580-90 ca.). La seguente porta lignea con stemma dei Minori Osservanti introduce a un vano pertinente alla cappella interna di san Lino, oggi occupata da un esercizio commerciale. Questa cappella mostrava una pala con San Lino oggi nel transetto destro, mentre nell'andito si trova la sepoltura del pittore Agostino Veracini, con un ritratto eseguito dall'allievo Vincenzo Gotti, oggi spostato nel convento.
Segue l'altare Vespucci, con i resti della Deposizione e della Madonna della Misericordia, affreschi tra i più antichi realizzati da Domenico Ghirlandaio (1472-1475 circa), in cui ritrasse i suoi committenti inginocchiati sotto il manto protettivo della Madonna. Il fanciullo ritratto appena sulla sinistra della Madonna si ritiene essere Amerigo Vespucci; accanto a lui il personaggio con il cappello bianco è Simone Vespucci, benefattore che fece fondare l'ospedale di San Giovanni di Dio nei suoi possedimenti. L'affresco era stato scialbato e coperto dalla tela della Santa Elisabetta di Matteo Rosselli. Nei pressi dell'altare un tondo terragno di marmo, decorato dallo stemma Vespucci, che indica il pozzo di sepoltura della famiglia, in cui furono sepolti i suoi mebri più illustri, compresi un Amerigo, ascendente del navigatore, e la bella Simonetta.

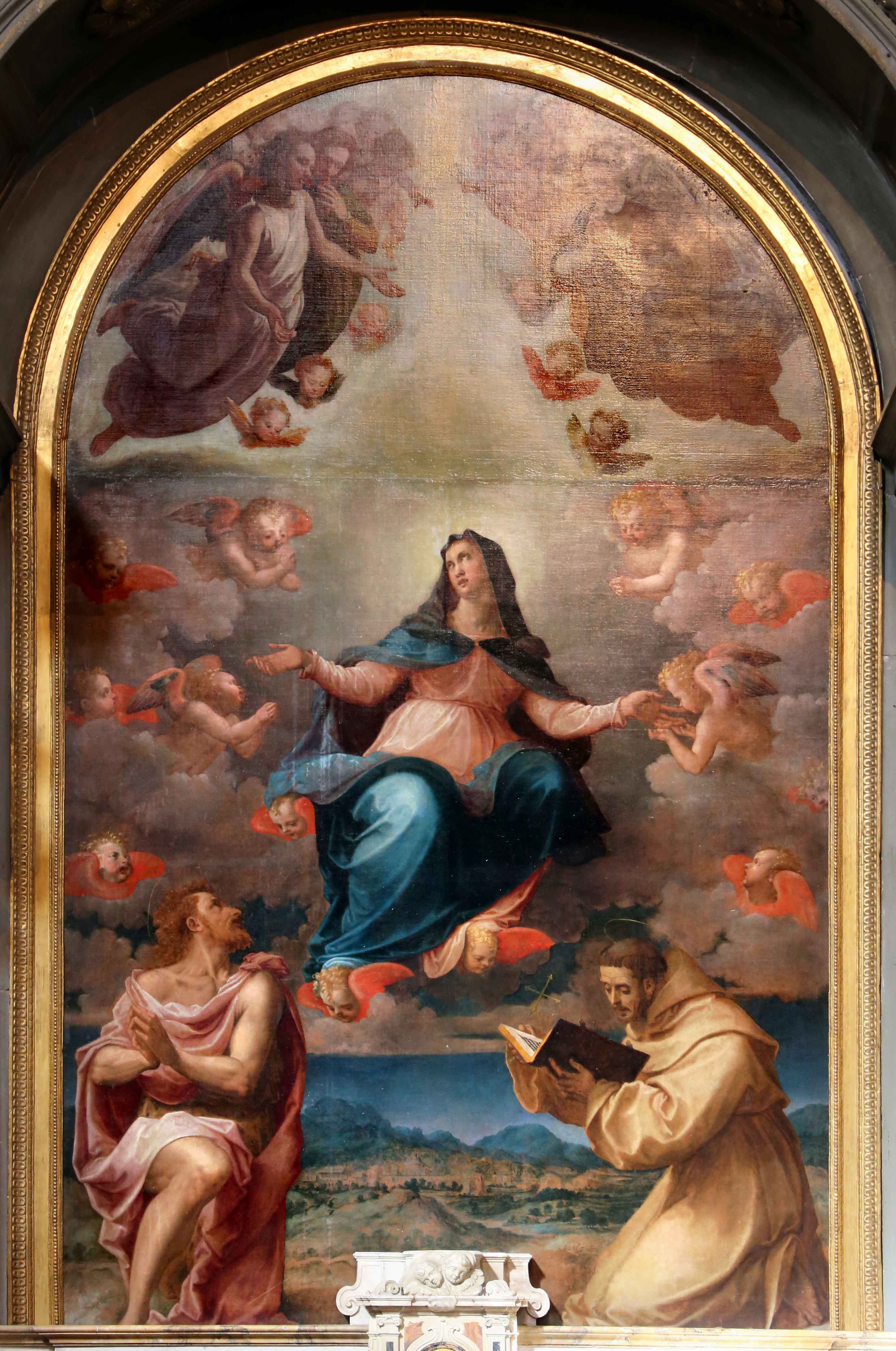
Maso da San Fiano e Santi di Tito, Assunta

Il terzo altare (Aldana o di san Girolamo) è decorato con una tavola con la Madonna e santi che Filippo Baldinucci attribuì una prima volta a Maso da San Friano e una seconda a Francesco Traballesi. Il dipinto, databile alla metà degli anni sessanta del Cinquecento, è stato recentemente attribuito a Francesco Brina con la collaborazione di un allievo di Michele Tosini, forse individuabile nel figlio Baccio. La sezione centinata con gli Angeli fu aggiunta da Santi di Tito.
Dopo questo altare si trova il confessionale settecentesco, sormontato dall'affresco staccato del Sant'Agostino nello studio di Sandro Botticelli (1480 circa). L'opera, così come il San Girolamo nello studio del Ghirlandaio che gli fa pendant sulla parete opposta, proviene dal distrutto coro dei monaci, un tempo davanti all'altare attuale della chiesa. Dal confronto dei due affreschi si può apprezzare ancora maggiormente la forza espressiva drammatica e passionaria del Botticelli, che spicca nettamente rispetto alla minuta descrizione statica e quasi goticheggiante del Ghirlandaio. Una curiosità nell'affresco di Botticelli è rappresentata dalla scrittura nel libro sulla geometria posto sopra il Sant'Agostino del Botticelli: si tratta di fregi per dare l'idea di scrittura, ma su due righe, contrassegnate da una crocetta sulla sinistra, il grande pittore ha voluto inserire un piccolo divertissement. Si legge infatti: Dov'è Fra Martino? È scappato. E dov'è andato? È fuor dalla Porta al Prato. L'interpretazione di questi versi oggi propende sul carattere faceto, il grande pittore infatti, trascorrendo diverse giornate di lavoro nella chiesa aveva forse notato uno strano va e vieni di un frate e decise di sorprenderlo immortalando le sue scappatelle.

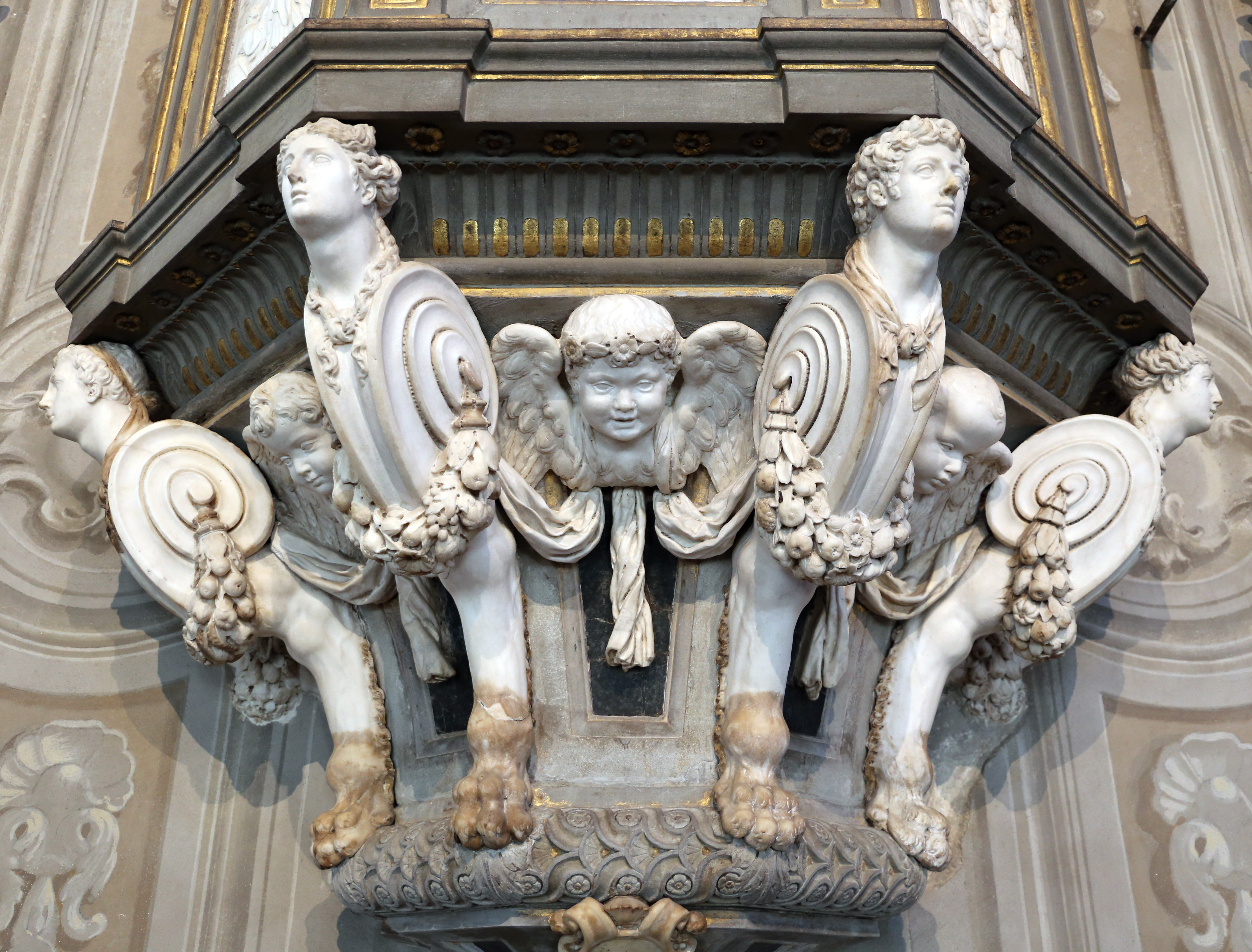
Dettaglio del pulpito

Il quarto altare (Carloni-Nerli o di san Francesco) venne decorato dalle Stimmate di san Francesco di Nicodemo Ferrucci (1620 circa). Segue il pulpito marmoreo del 1564 ca attribuito a Battista Lorenzi con bassorilievi sempre di Battista Lorenzi (Storie di san Francesco).
Il quinto altare (Tappia o dell'Immacolata) era decorato dall'Immacolata Concezione, capolavoro di Carlo Portelli oggi alla Galleria dell'Accademia, già ritenuto sconveniente e rimosso dai frati nel 1671, i quali lo sostituirono con l'attuale pala di Vincenzo Dandini.
L'ultimo altare a destra (Aldana o del Salvatore) conserva i resti di san Cirillo martire e una tela attribuita a Domenico Pugliani (Il beato Salvatore da Horta che guarisce i malati, 1621).
Per quanto riguarda il lato sinistro, procedendo in senso antiorario, si incontra al sesto altare la dedica a san Bernardino (Moroni), privato della mensa nel 1897 e contenente l'urna che accoglieva le ossa di san Valentino martire. La tavola con San Bernardino da Siena portato in cielo dagli angeli è opera di Fabrizio Boschi. In questa zona della chiesa era collocato anche il monumento funebre marmoreo del beato Luca Manzuoli, frate umiliato e cardinale, morto nel 1411: alcuni frammenti sono collocati in alto sulla parete.
Segue l'altare del Crocifisso (o Mannucci), con la croce lignea del 1340-50 circa forse di un artista itinerante tedesco, e sormontato dalla cantoria dell'organo (attribuita a Battista Lorenzi e aiuti). Dopo questo altare, opposto al santo di Botticelli, si trova il San Girolamo nello studio di Ghirlandaio (1480).
Il quarto altare è dedicato a sant'Antonio (o Trevi), con statua lignea del santo attribuibile forse allo scultore perugino Arrigo Poccetti, con datazione al 1620 circa.
L'altare dell'Assunta (o Rossi-Castelli), è decorato dalla Madonna in gloria e santi di Maso da San Friano (1571) e da una Gloria d'angeli di Santi di Tito. Segue la lapide funebre murata nella parete di Cesare, figlio del cavaliere e politico Alexis François Artaud del tempo del Regno d'Etruria, in stile neoclassico (1805).
Il secondo altare (della Trinità, o Rustici-Bandeni), era decorato dal Martirio di sant'Andrea di Matteo Rosselli, oggi nel transetto destro, che copriva l'affresco dell'Incoronazione della Vergine di Ridolfo del Ghirlandaio (1520-30 circa), rimesso in luce nel 1898. Dal 1897 ospita il fonte battesimale, oggi nella forma del 1942.
Una porta conduce poi alla cappella della Madonna dell'Alba, ambiente attiguo alla navata costruito nella tettoria del chiostro nel 1581 su iniziativa dei duchi spagnoli d'Alba. Passata a varie famiglie e ridecorata più volte, mostra oggi l'aspetto del 1730-40 circa, con gli affreschi di Rinaldo Botti, le tele di Giuseppe Pinzani (sulla volta l'Incoronazione della Vergine, negli ovali i santi Frediano, Lucia, Apollonia, Agostino, Michele e Raffaele). Al Botti spettano anche le lunette con la Presentazione di Maria al Tempio, il Fidanzamento di Maria, l'Incarnazione e l'Adorazione dei Magi. Sull'altare una copia settecentesca della Madonna Salus populi romani tra san Bonaventura e un vescovo.
Infine il primo altare (dell'Annunciazione, già di san Francesco o Carloni-Nerli) è decorato dall'Annunciazione di Bartolomeo Traballesi, già all'altare destro. Il dipinto, con un'inconsueta iconografia che rappresenta Dio che incarica l'Arcangelo di annunciare alla Vergine, comprende anche la rappresentazione in basso delle teste dei due committenti, probabilmente Benedetto Carloni e la moglie. La pala, generalmente datata al 1570, aveva una cornice lignea antica andata perduta con l'alluvione.

#### Transetto destro

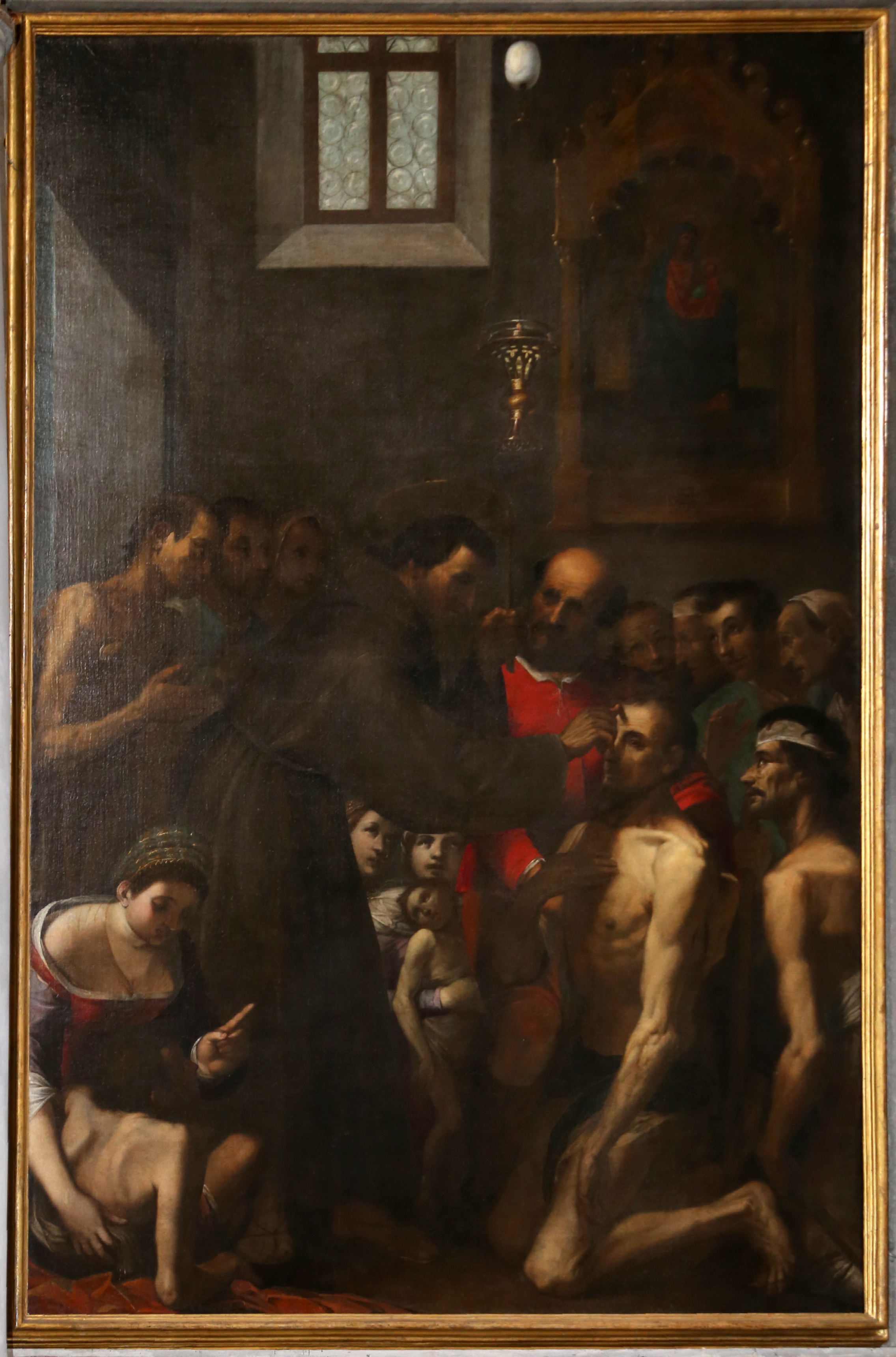
Jacopo Ligozzi, San Diego d'Alacalà che guarisce i malati, 1595

Dal transetto destro si può accedere al vano alla bse del campanile, con Storie di san Nicola di un artista vicino al Maestro della Santa Cecilia (1310 circa).
Sull'arcone trasversale del braccio del transetto si trova una tela con Lot e le figlie della scuola di Lorenzo Lippi (1630-40 ca.).
Al primo altare a destra (Milanesi o di san Diego) si trova la pala di San Diego d'Alcalà che guarisce i malati di Jacopo Ligozzi (1595). In prossimità dell'altare, sull'arcone del transetto, si trova una tavola con San Pietro designa come suo successore, di Donato Mascagni del 1603.
Segue la cappella di san Pietro d'Alcantara, affrescata nella volta e nei peducci da Matteo Bonechi e nelle pareti laterali da Vincenzo Meucci (1722); la tela dell'altare, anteriore all'edificazione della cappella, è di Lazzaro Baldi (Cristo impartisce la comunione a san Pietro d'Alcantara alla presenza di santa Teresa d'Avila) fu ritirata in seguito a una rovinosa caduta e non ancora ripristinata. In questa cappella un disco con stemma (rifatto nel 1937 sulla base dei disegni antichi) indica la sepoltura dei Filipepi, famiglia di cui faceva parte il pittore Sandro Botticelli che pure qui venne sepolto. Gli ammiratori del grande artista sono soliti scrivere dei messaggi personali raccolti in un cestino vicino alla lastra tombale al cui fianco è visibile un Ritratto di Botticelli (2018) dipinto da Franco Giletta.
Alla testata del transetto la cappella del Santissimo Nome di Gesù, già Vespucci e poi Antinori e Baldovinetti. L'aspetto attuale risale al 1722, con la cupola affrescata da Giovan Domenico Ferretti con quadrature di Lorenzo del Moro. Il Ferretti realizzò anche i due ovali ai lati dell'altare con la Madonna dolente e San Giuseppe. Altre decorazioni sono la tela coi Santi Bernardino e Giovanni da Capestrano di Vincenzo Dandini e le due pitture laterali con l'Approvazione della devozione del nome di Gesù e la Morte di san Bernardino di scuola fiorentina della fine del Cinquecento. Da una porticina nella parete destra si accede alla cappella funebre di Carolina Bonaparte, ricavata da un ambiente nascosto per prudenza verso la contesta famiglia Bonaparte in epoca di Restaurazione. Presso l'altare, dalla sobria decorazione neoclassica, si trova una lapide che indica il luogo esatto della sepoltura.
La cappella settentrionale del transetto è detta del Santissimo Sacramento o Lenzi. Qui sorgeva il primitivo oratorio degli Umiliati. La lastra di Lorenzo Lenzi, con il tipico stemma dalla testa taurina, è stato attribuito a Lorenzo Ghiberti (1442). La cappella era stata originariamente affrescata da Bicci di Lorenzo e suo figlio Neri di Bicci: l'opera fu completata nel 1451, ma ne resta solo un lacerto, con la figura di un'edicola sul paramento murario a sinistra della cappella. Dal 1641 fu patronata dal ramo Marzichi della famiglia Lenzi, che la fece ridecorare da Ranieri del Pace con la Gloria dell'Eucaristia e scene di sacrificio (1721). Sulle pareti laterali, sopra ai pancali settecenteschi, si trovano due dipinti di Matteo Rosselli provenienti dalla navata: il Martirio di sant'Andrea (1620) e Sant'Elisabetta del Portogallo benedice un bambino (1625). La pala sull'altare è di Giuseppe Pinzani (Sant'Elisabetta d'Ungheria che riceve le terziarie, 1730 circa)..
La cappella seguente, oggi dedicata a santa Rosa da Viterbo (già di santa Lucia o Porcellini), ha decorazioni di Giovanni Cinqui, allievo di Pier Dandini, con la Gloria di santa Rosa nella volta, il Battesimo di Cristo e la Predica del Battista nelle lunette, e due miracoli della santa nei polilobi sulle pareti. All'altare la Predica di santa Rosa di Giuseppe Pinzani (1714-15 ca.). Sull'arcone di ingresso alla cappella un Sant'Antonio da Padova di Benedetto Veli.
A destra dell'altare maggiore si trova la piccola cappella di san Pasquale Baylon (già di san Tommaso o Bartoli), ristrutturata nel 1691 da Antonio Ferri. Le pitture (all'altare San Pasquale in adorazione dell'Eucaristia, e alle pareti Morte di san Pasquale e Guarigione dei malati durante una messa) sono di Pier Dandini.  Il paliotto marmoreo è di Giovanni Gargioli.

#### Altare maggiore e coro

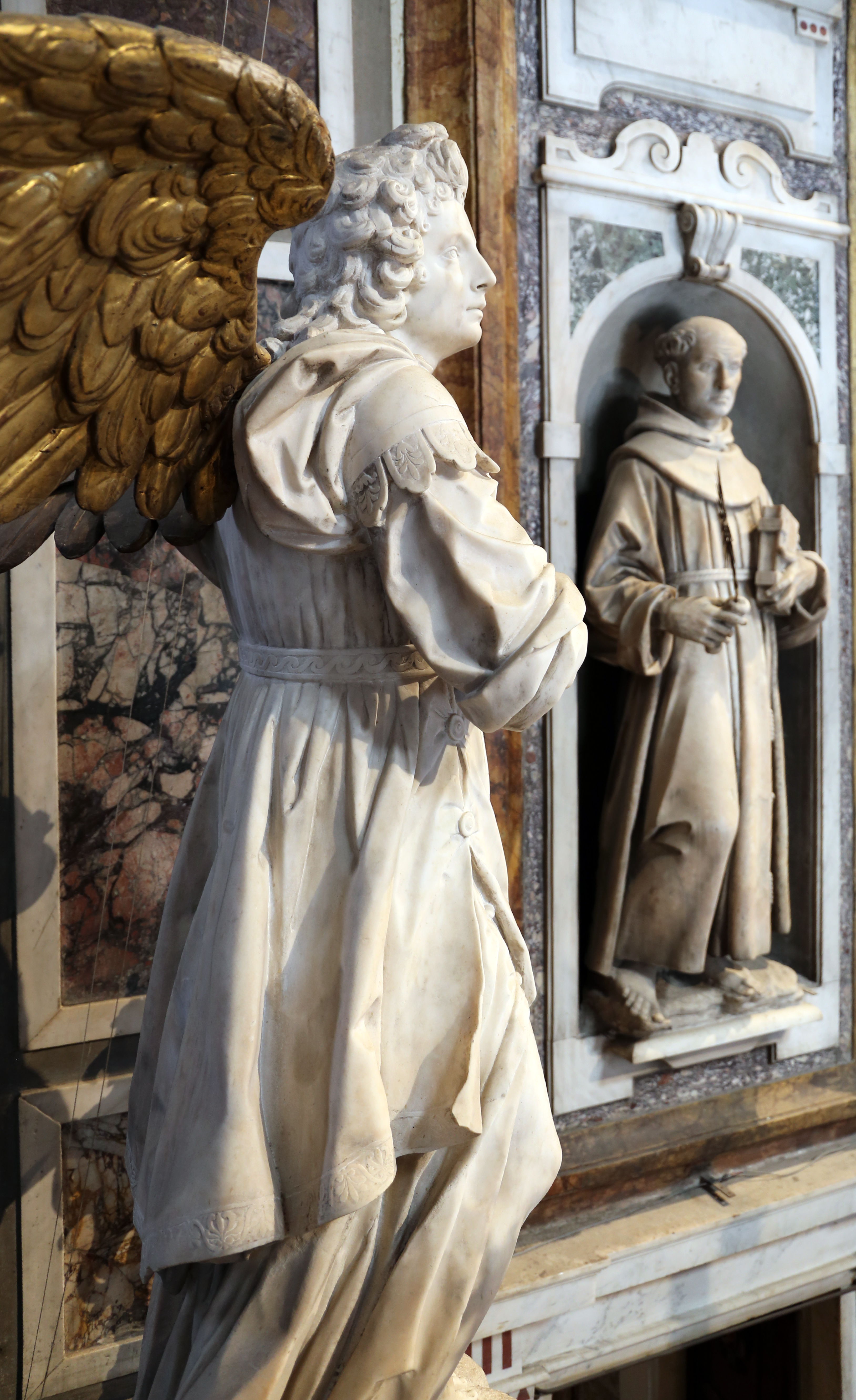
Le statue dell'Altare maggiore di Michalangelo Ferrucci e di Simone Cioli

La cappella maggiore aveva anticamente una minore profondità ed era priva del coro retrostante, poiché i monaci si ritrovavano anticamente in una struttura antistante all'altare. Dalle pareti provengono gli affreschi trecenteschi esposti in sagrestia, mentre sull'altare maggiore si trovava il Polittico di Ognissanti di Giovanni da Milano, oggi agli Uffizi. L'ampliamento avvenne a partire dal 1574, sostenuto dalla famiglia Bardi di Vernio, che qui ottennero il loro diritto di sepoltura. Oggi la cappella maggiore è separata da una balaustra, e decorata da specchiature e intarsi marmorei policromi, che si trovano anche sul monumentale altare maggiore (1593-1605), tradizionalmente attribuito al disegno di Jacopo Ligozzi. Negli ottagoni del paliotto, in commesso di pietre dure, si trovano tre storie francescane: la Porziuncola, le Stimmate e la Predica agli uccelli.
All'interno dello stesso altare si trova un piccolo vano in cui fu conservato il saio di san Francesco d'Assisi indossato alla Verna durante il miracolo delle stimmate. La cappella maggiore è inoltre decorata dal crocifisso bronzeo di Bartolomeo Cennini (1669-1674), da quattro santi marmorei (Francesco, Antonio da Padova, Bernardino e Diego d'Alcalà) attribuiti a Simone Cioli, da due Angeli di Andrea di Simone Ferrucci, da due tele con miracoli francescani (San Bonaventura comunicato da un angelo di Fabrizio Boschi del 1610-20 circa e Santa Chiara che mette in fuga i saraceni di Cosimo Gamberucci del 1605 circa), e infine dagli affreschi giovanili di Giovanni da San Giovanni (Gloria d'angeli nella cupola, Cherubini nei peducci e Virtù cardinali nelle lunette, 1616 circa).
Attraverso due porte lignee settecentesche intagliate si accede al coro, rinnovato secondo i progetti di Bernardino Ciurini nel 1737. La parete di fondo fu decorata da Giuseppe Pinzani (Cacciata dei mercanti dal tempio, 1740), poi mutilato dall'apertura di finestre e praticamente ridipinto nel 1844-45 da Gasparo Martellini.

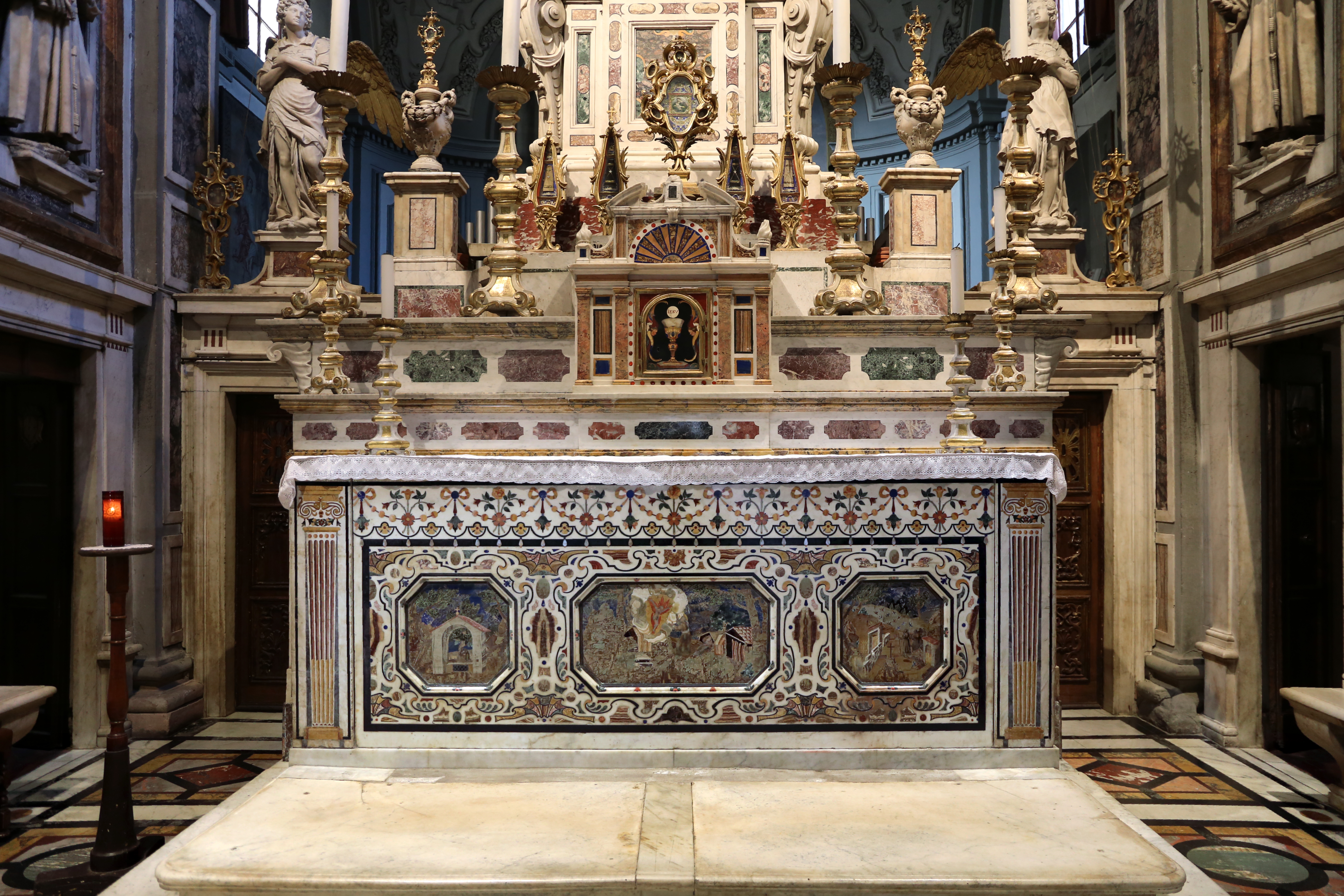
L'altare maggiore, con paliotto intarsiato su disegno del Jacopo Ligozzi
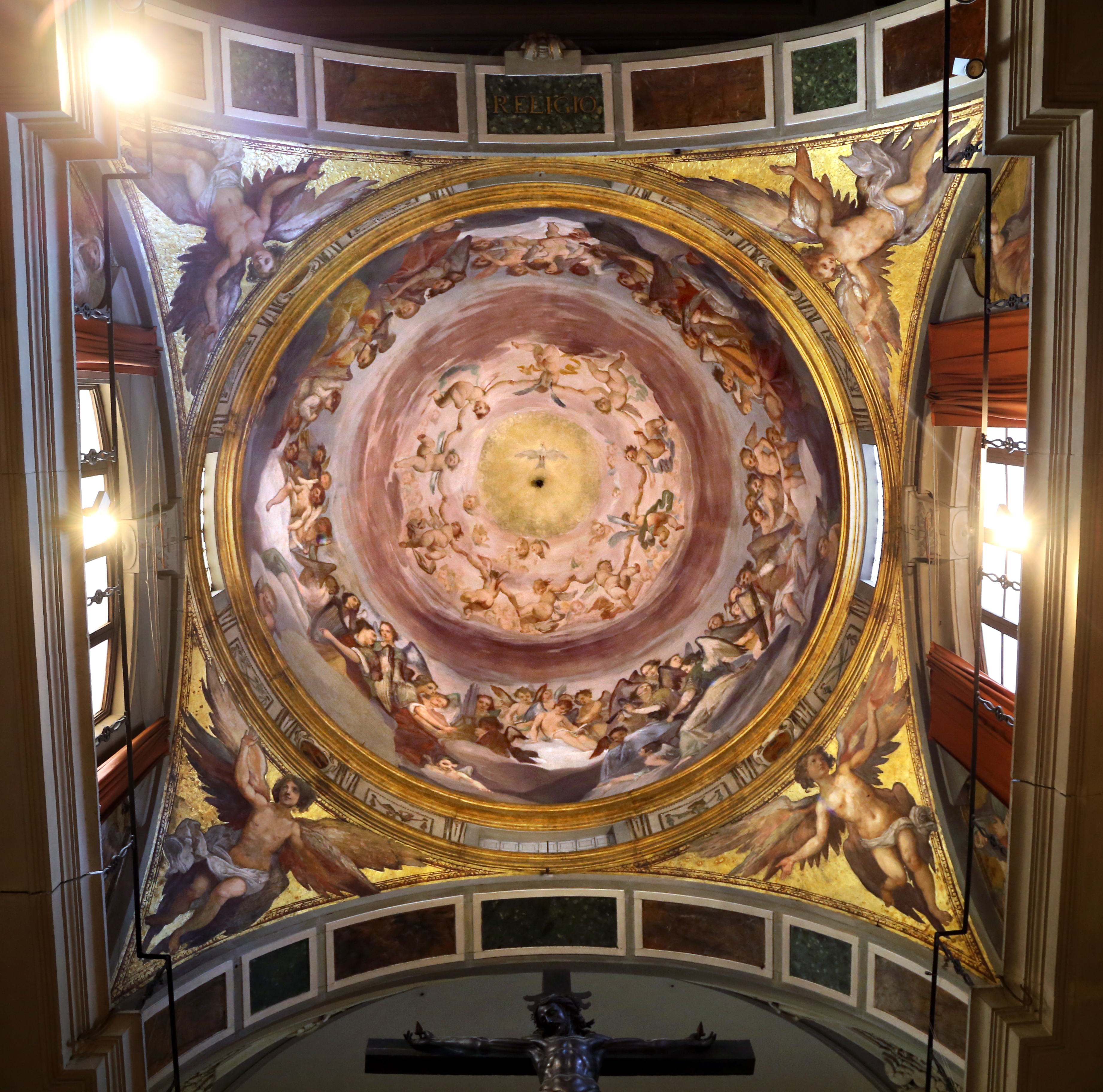
Gli affreschi di Giovanni da San Giovanni
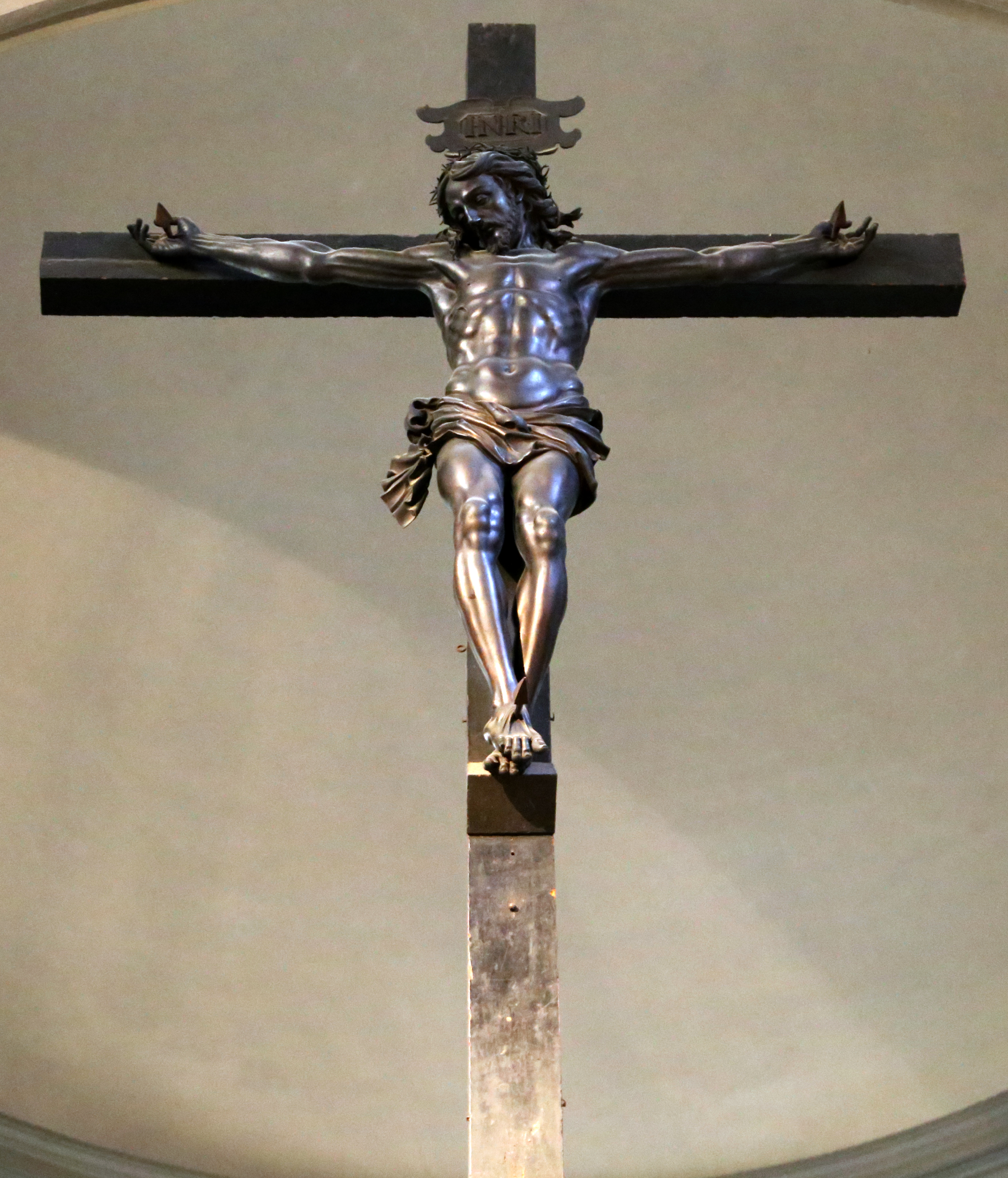
Il Crocifisso di Bartolomeo Cennini
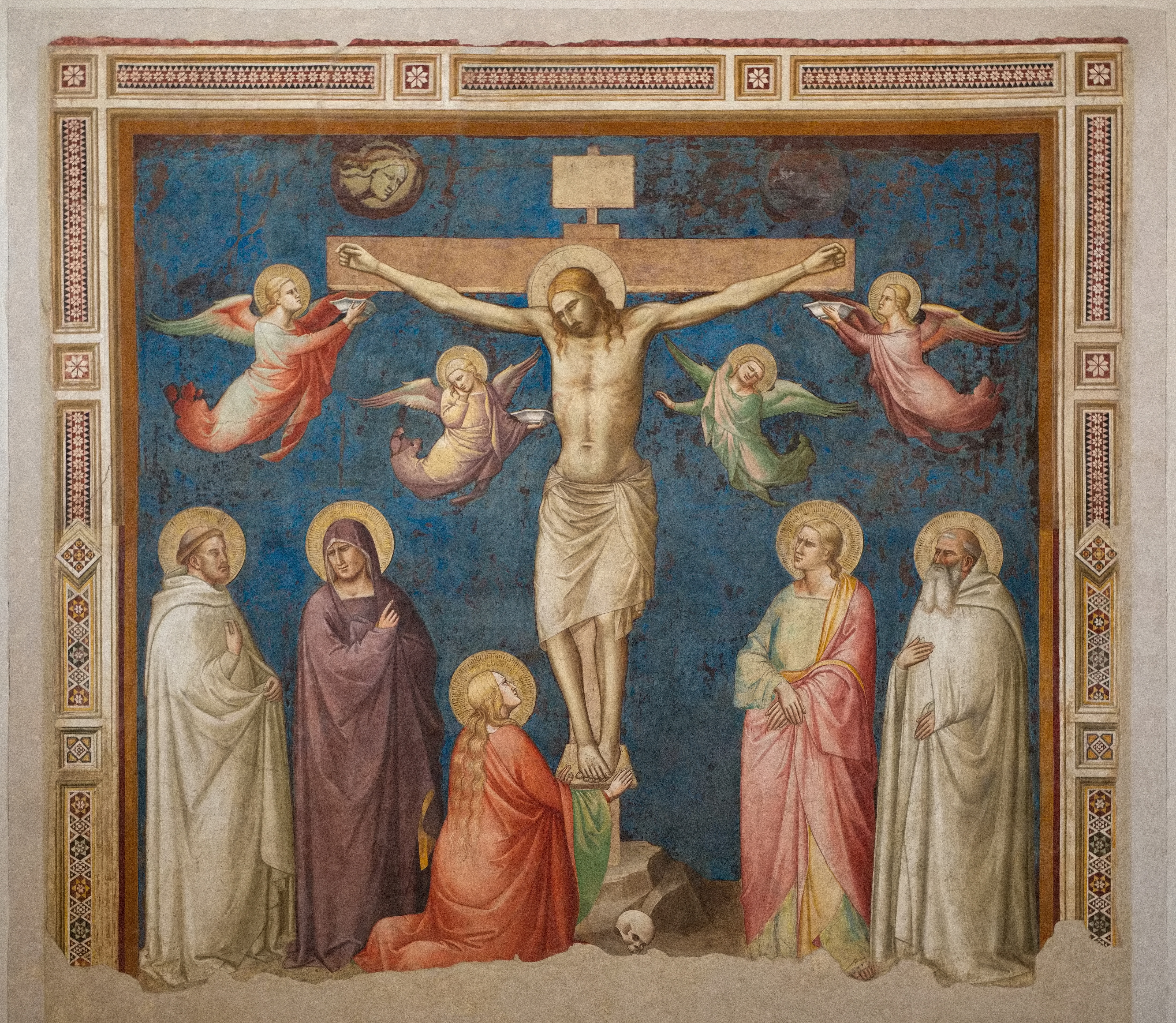
Taddeo Gaddi, Crocifissione
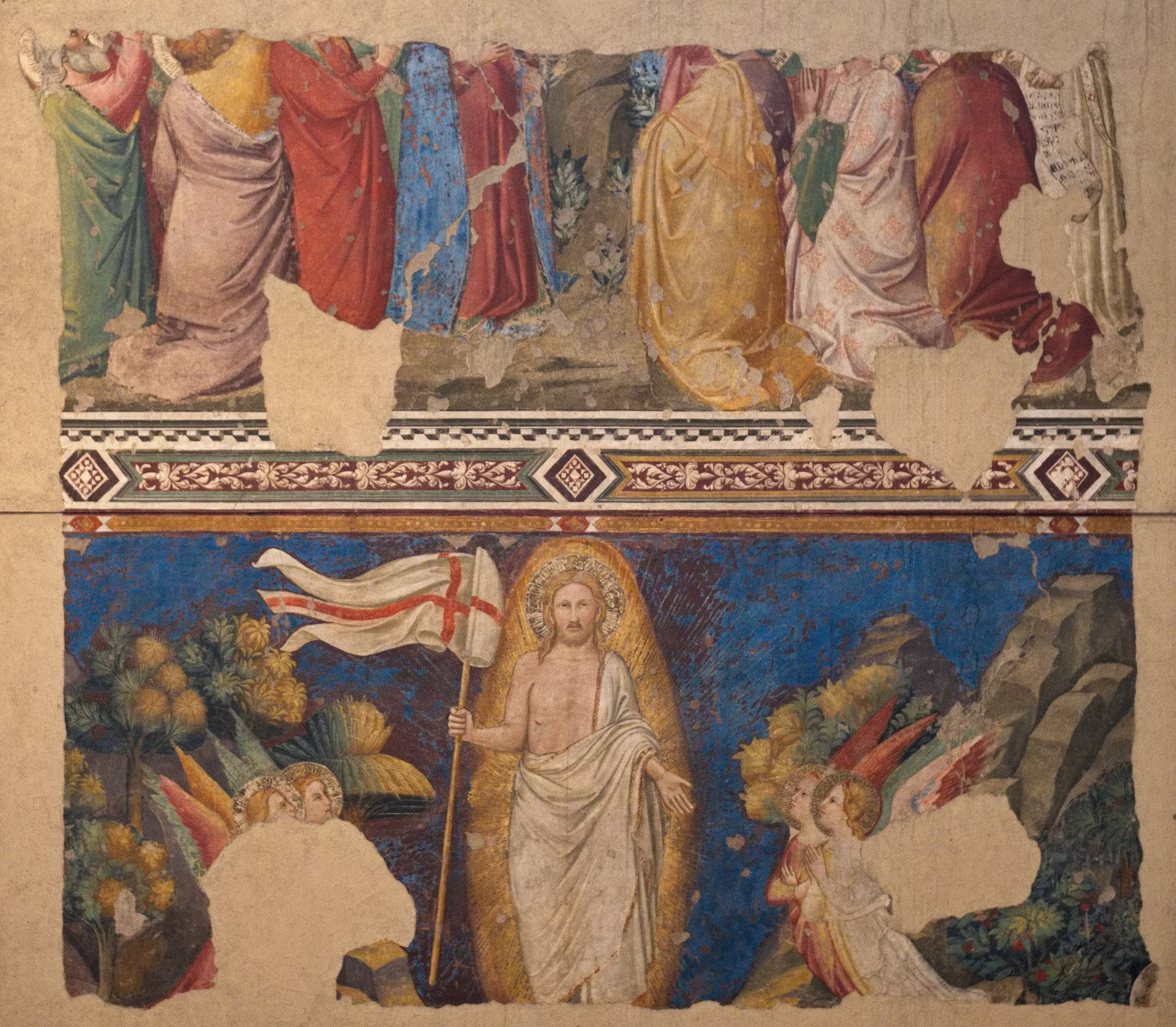
Resurrezione e Ascensione, di Andrea di Bonaiuti o Pietro Nelli

#### Transetto sinistro

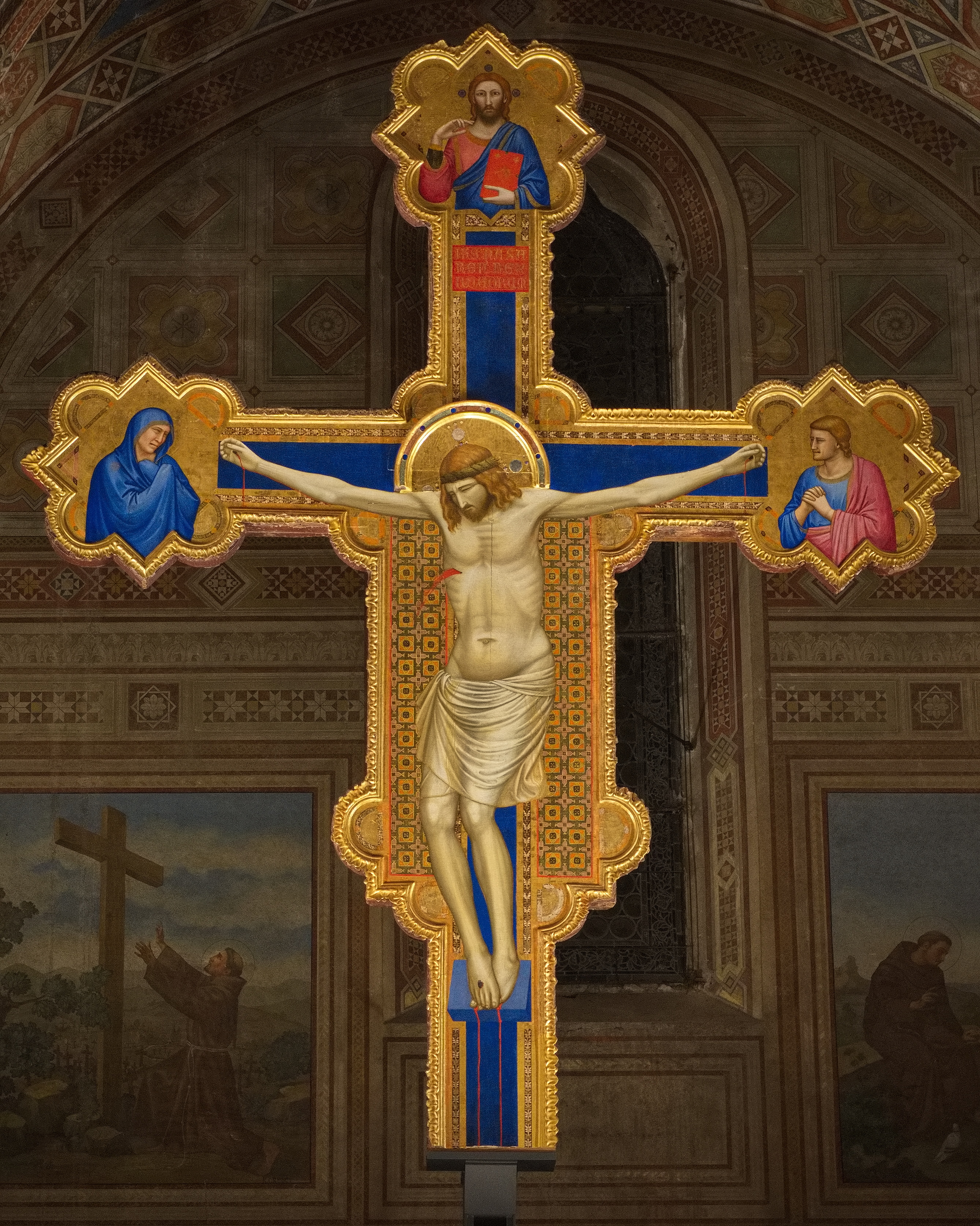
La Croce di Ognissanti di Giotto, 1310-15 circa

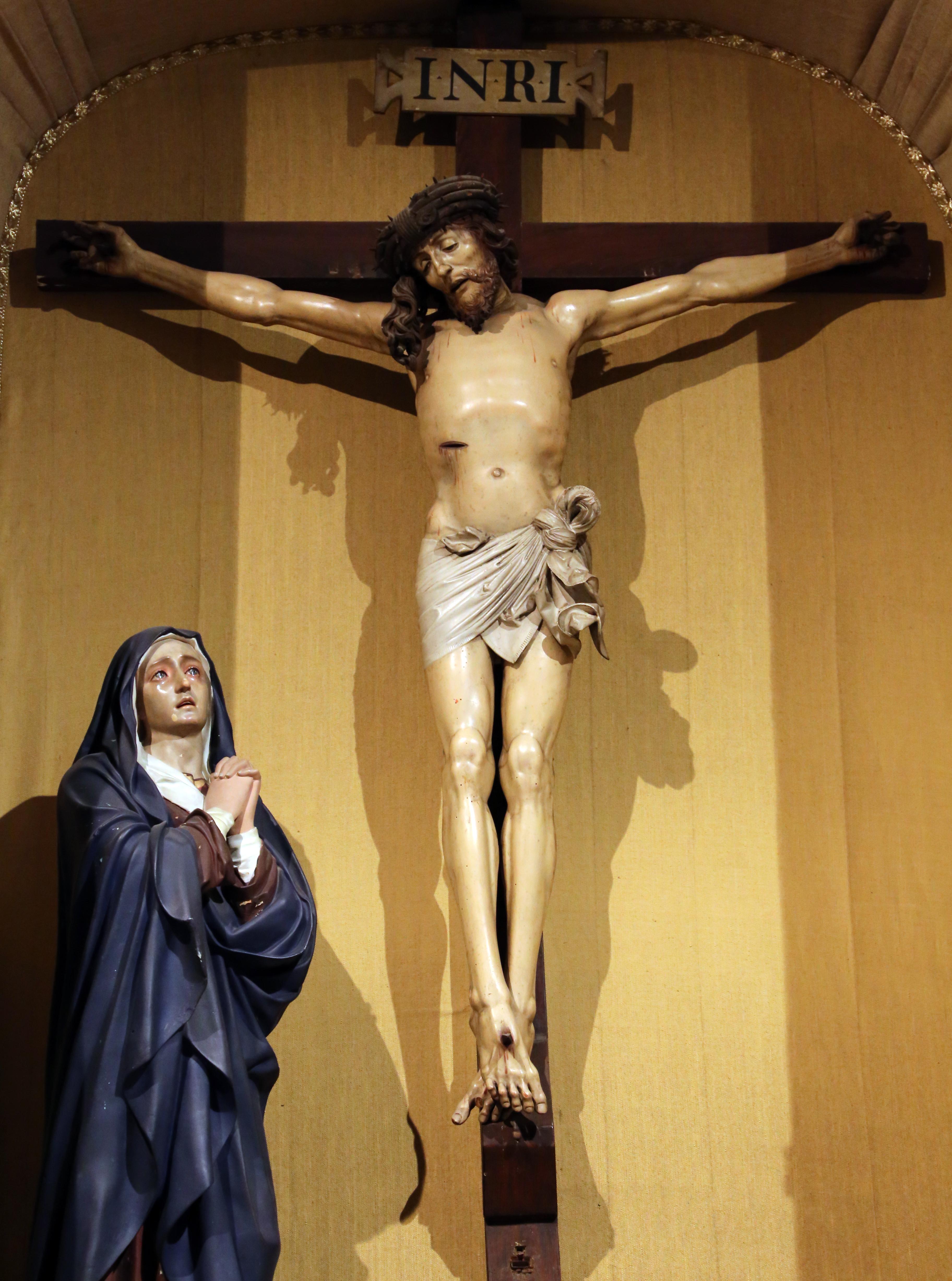
La Croce attribuita a Veit Stoss, 1502

La prima cappella a sinistra dell'altare maggiore è intitolata a san Giovanni da Capistrano (anticamente a san Benedetto), ed era forse la cappella che anticamente era decorata da affreschi di Giotto, come ricordano Ghiberti e Vasari, perduti nelle successive ristrutturazioni del 1661 e del 1690. Qui lo spedalingo Leonardo Buonafede, in esecuzione del testamento della catalana Francesca di Ripoll, aveva fatto decorare l'altare con una Madonna col Bambino in trono tra i santi Giovanni Battista e Romualdo di Ridolfo del Ghirlandaio, in sostituzione della pala rifiutata a Rosso Fiorentino, opera comunque accantonata nel 1690 quando si rinnovò la cappella per onorare il nuovo santo dell'ordine francescano, Giovanni da Capestrano. Fu incaricato anche in questo caso Antonio Ferri, con balaustra realizzata da Jacopo Masoni e per gli angeli e le decorazioni in stucco Giovanni Passardi. Le pitture sono, come nella cappella gemella sull'altro lato rispetto all'altare maggiore, di Pier Dandini (San Giovanni da Capestrano nella battaglia di Belgrado contro i turchi sull'altare maggiore, Dono della Sapienza e Difesa del Nome di Gesù sulle pareti laterali).
Segue la cappella del Saio di san Francesco (già della Madonna del Presepe e di patronato Vespucci), dove fu conservato il saio che il santo indossava quando ricevette le stimmate alla Verna, dal 1571 al 2000 (prima era nella chiesa di San Salvatore al Monte e dopo è tornato al santuario della Verna). Resta qui il crocifisso ligneo di ambito di Veit Stoss (1502), pure proveniente dalla chiesa del Monte alle Croci. Gli affreschi (Dio Padre che invia lo Spirito Santo, Annuncio a Maria e Annuncio ai pastori) sono del frate Alberigo Carlini di Vellano, allievo prima di Ottavio Dandini e poi di Sebastiano Conca, e sono databili tra 1761 e 1763. La Gloria d'angeli, un tempo coperta dalla teca del saio, è di Agostino Veracini ed era usata anticamente come sfondo del presepe. Esternamente, sopra al cornicione, si trova la tela di Cristo acqua viva tra i santi Teresa d'Avila e Pietro d'Alcantara. La vicina acquasantiera a muro, con un altorilievo di Gesù crocifisso, è riferibile ai primi anni del Seicento.
Qui si trova anche la porta della sagrestia, con frammenti di affreschi di cui originali del luogo sono solo le finte tappezzerie di inizio Trecento. Sulla parete davanti all'ingresso ha sede, dal 1977, la grande Crocifissione coi dolenti e i santi Benedetto e Bernardo di Taddeo Gaddi (1330-40 circa), con la sinopia sulla parete opposta, e su quella laterale le frammentarie Resurrezione e Ascensione di Cristo riferibili ad Andrea Bonaiuti o a Pietro Nelli.
Tornando in chiesa spicca in questa parte del transetto la grande Croce di Ognissanti di Giotto. Sottoposta ad accurato restauro a partire dal 2005 (Opificio delle Pietre Dure, Firenze) l'opera si è rivelata chiaramente autografa di Giotto, con una datazione collocabile al 1315 circa. Il grande crocifisso ligneo (450x360 cm, in origine più alto) era collocato in chiesa, sul presbiterio, in posizione quindi dominante la navata e i fedeli, accanto alla Maestà; dopo il restauro, il 6 novembre 2010 il Crocifisso è stato ricollocato all'interno del transetto di sinistra nella cappella rialzata dedicata ai caduti.
Sullo sfondo del transetto, la cappella Gucci-Dini, l'unica ad aver conservato alcune vestigia della chiesa trecentesca, in particolare il sepolcreto con mostra in pietra serena del 1375, decorata dalle rappresentazioni dei profeti Osea e Isaia. Le scene della vita di san Francesco risalgono al 1925, e sono firmate "R. Cresci".
Sulla parete meridionale del transetto, sopra la porta per il chiostro, la tela settecentesca con la Gloria di san Pietro d'Alcantara, collocata presso una teca che conservava una reliquia del santo.
Segue l'altare di santa Margherita da Cortona (già dedicato a sant'Antonio da Padova e decorato da una pala di Vincenzo Dandini spostata altrove), con una tela del pistoiese Pietro Marchesini (ante 1728).

### Organi a canne
L'organo maggiore della chiesa venne costruito nel 1565 da Onofrio Zeffirini e successivamente più volte modificato; dello strumento originario rimangono la cantoria e la cassa lignea rinascimentali, e alcune canne. Attualmente è inglobato all'interno dell'organo Tamburini opus 553, realizzato nel 1967, del quale costituisce il corpo principale. Tale strumento è a trasmissione elettrica e dispone di 44 registri; oltre al corpo antico in navata, ne possiede un secondo nel coro, alle spalle dell'altare maggiore, suonabile anche da consolle indipendente a due manuali. La consolle principale si trova a pavimento nel transetto ed ha tre tastiere e pedaliera, con i comandi dei registri a placchette.
Nella cappella del Santissimo Sacramento si trova un organo a canne costruito da Domenico Cacioli nel 1743 e successivamente modificato da Marc'Antonio e Filippo Tronci. A trasmissione integralmente meccanica, dispone di 8 registri e la sua consolle è a finestra, nella parete anteriore della cassa, con unica tastiera e pedaliera a leggio.

## Il chiostro

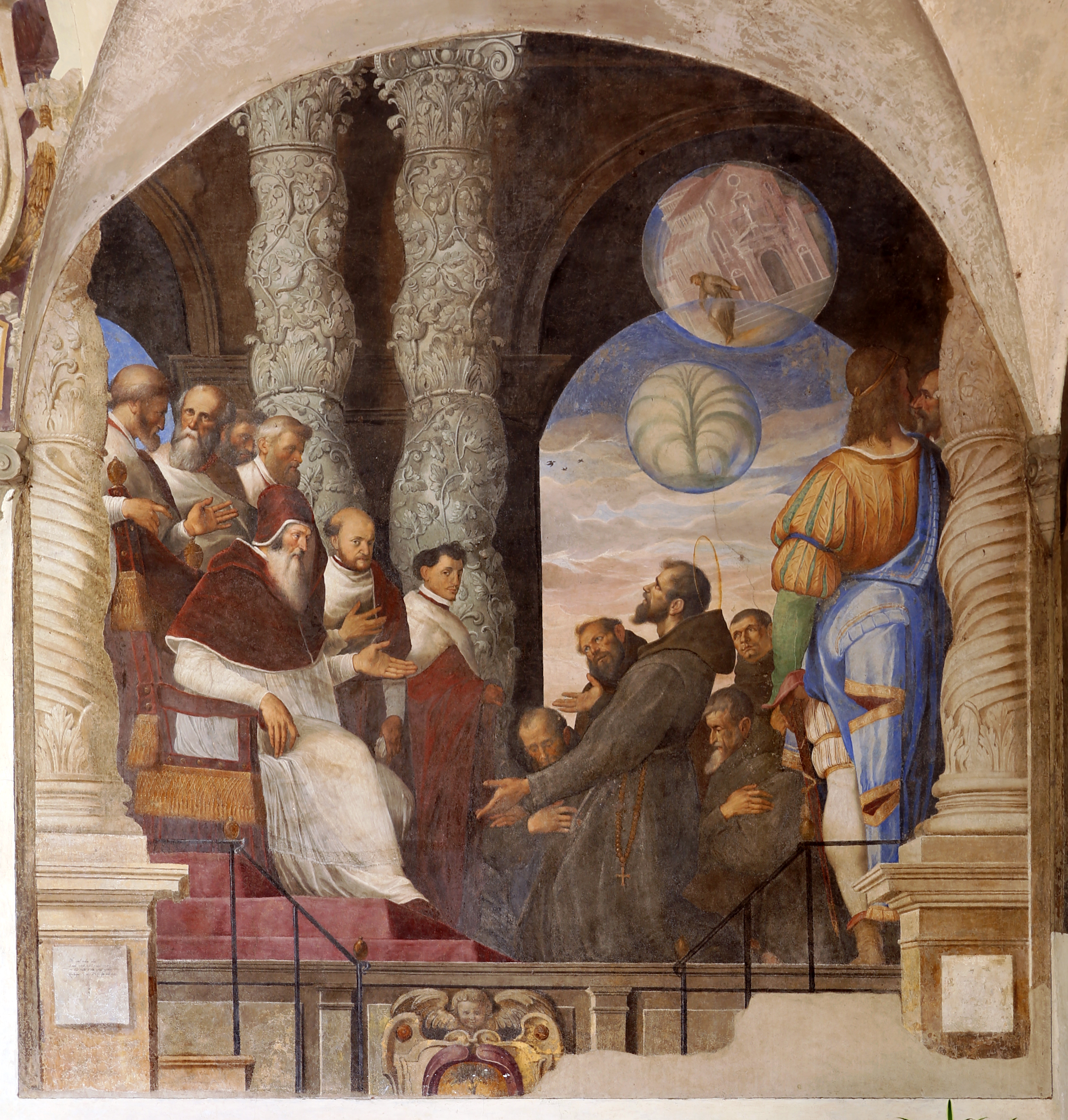
Jacopo Ligozzi, Innocenzo III approva la regola francescana, 1600-15 ca.

Ai primi del Seicento, i frati fecero affrescare da Jacopo Ligozzi, Giovanni da San Giovanni ed altri pittori il chiostro Grande con le Storie di san Francesco, predisponendo un parallelismo della vita del santo con quella del Cristo, il cosiddetto alter Christus. Su questo chiostro si affacciavano la sala del capitolo, la spezieria e il refettorio. Tre pilastri ottagonali invece sono tipicamente medievali, infatti appartenevano all'antica chiesa gotica.
Nel 1602 sopra le porte delle celle del chiostro Minore (oggi parte della caserma dei Carabinieri) furono dipinti de medaglioni con santi e beati francescani, opera attribuita a Tommaso Pavietti.

## Confraternite

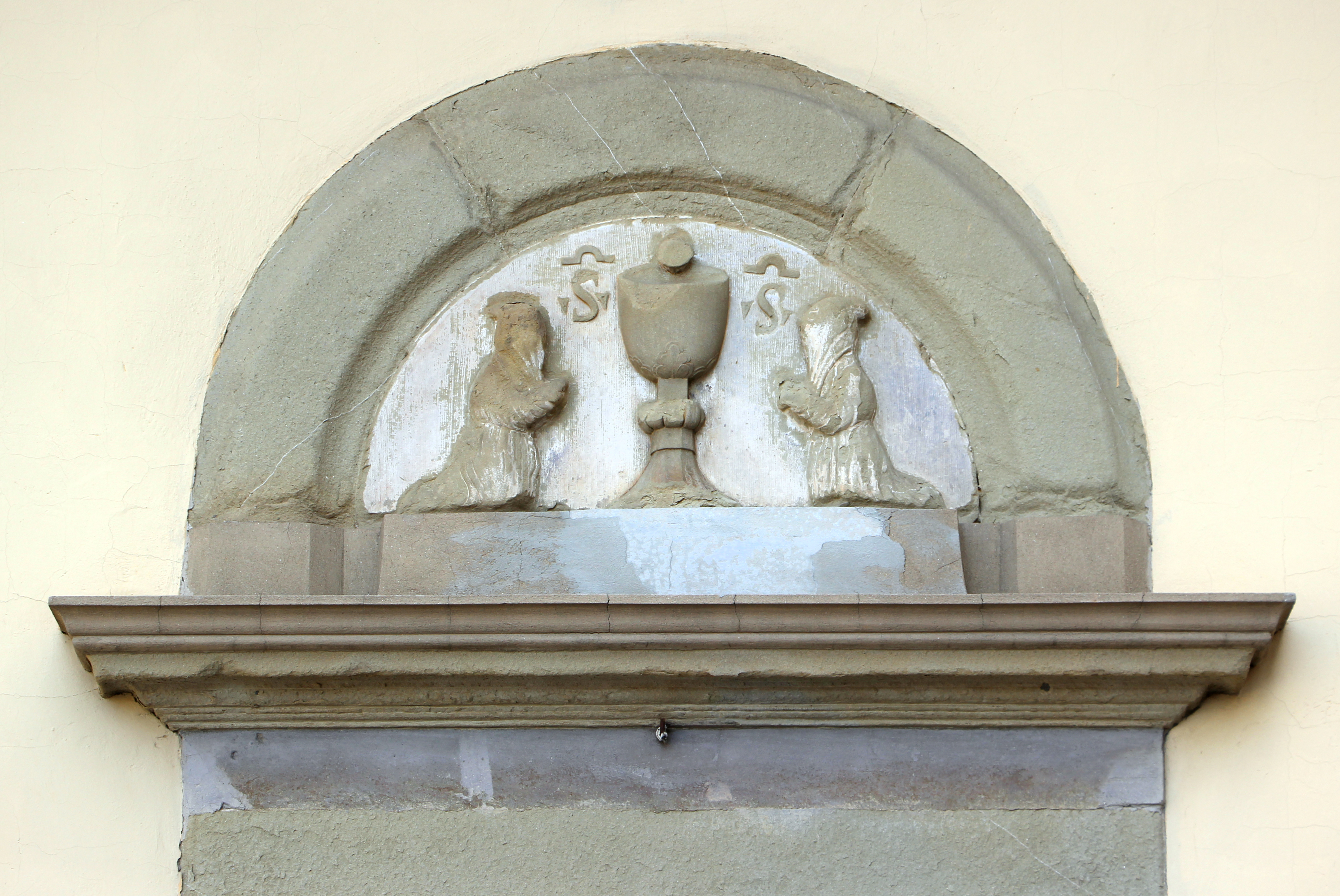
Lunetta sul portale della confraternita del Sacramento, attigua alla chiesa

Nella chiesa e nei suoi annessi si riunirono nel tempo alcune confraternite, tra cui: 
- Confraternita del Sacramento di Ognissanti
- Compagnia del Bechella
- Compagnia di San Pietro dei Cassieri e Cittadini alle Porte

## Opere già in Ognissanti
- Giotto, Maestà di Ognissanti, oggi agli Uffizi
- Giotto, Dormitio Virginis, oggi alla Gemäldegalerie di Berlino
- Bernardo Daddi, Trittico di Ognissanti, oggi agli Uffizi
- Giovanni da Milano, Polittico di Ognissanti, oggi agli Uffizi
- Donatello, Reliquiario di San Rossore, oggi al Museo nazionale di San Matteo di Pisa
- Carlo Portelli, Allegoria dell'Immacolata Concezione, firmata e datata 1566, per l'altare del dignitario spagnolo Orlando Tapia, oggi alla Galleria dell'Accademia.[9]

## Personaggi sepolti nella chiesa
- Carolina Bonaparte, moglie di Gioacchino Murat, re delle Due Sicilie
- Sandro Botticelli, pittore
- Giovanni Antonio Santarelli, incisore
- Luigi Del Buono, creatore della maschera di Stenterello
- Amerigo Vespucci, ascendente del navigatore
- Simonetta Vespucci[10]